# Gülitz-Reetz
Gülitz-Reetz er en kommune i Landkreis Prignitz i den tyske delstat Brandenburg.
Den er en del af Amt Putlitz-Berge.
Kommunen ligger cirka 15 Kilometer nord for kreisens administrationsby Perleberg. I den østlige del af kommunen løber floden Stepenitz. Mod nord ligger i grænseområdet til Mecklenburg-Vorpommern de 176 meter høje Ruhner Berge.

## Bydele
Til Gülitz-Reetz hører følgende bydele og bebyggelser:
- Gülitz,
- Reetz,
- Schönholz
- Wüsten Vahrnow.